# كاستلنوفو دي سوتو
كاستلنوفو دي سوتو (بالإيطالية: Castelnovo di Sotto)‏ هي بلدية في مقاطعة ريدجو إميليا في إقليم إميليا رومانيا الإيطالي.

## السكان
في سنة 1861 بلغ عدد السكان 5٬897 نسمة، وتطور العدد ليصل في سنة 2011 لـ 8٬594 نسمة.
يظهر هذا المخطط البياني تطور النمو السكاني لـ كاستلنوفو دي سوتو

## أعلام
- ماورو دي بيليجريني